# Necotrans
Necotrans est un groupe français fondé par Richard Talbot en 1985, spécialisé dans la logistique internationale, et liquidé en 2017.

## Histoire
Necotrans a été créé en 1985 par Richard Talbot autour de l’activité de commission de transport. En 1989, ont été lancées des opérations portuaires et de logistique terrestre en Afrique. En 1992, Necotrans a fait l’acquisition de l’activité de distribution d’équipements en Afrique de l’Ouest. En 1999, le groupe a connu une opération de croissance externe dans l’activité de la commission de transport avec la création d’AMT, logisticien spécialisé dans le secteur pétrolier et parapétrolier. En 2005, Necotrans a acquis Vopak LMF France, dans la logistique de projets industriels, et a adopté en 2012, la marque commerciale Necotrans, qui rassemble l’ensemble de ses activités.
Le groupe était piloté par un conseil d’administration resserré et une direction générale.
En 2013, Grégory Quérel a été nommé président directeur général du groupe après le décès de Richard Talbot, son fondateur, le 5 novembre de la même année. Sophie Talbot, fille unique de Richard Talbot, assure à la suite de son père la présidence de la société Sofingest, holding familiale.
Créé en 2013, le conseil d’administration de Necotrans était composé de Sophie Talbot, actionnaire du groupe, présidente de Sofingest ; Grégory Quérel, président directeur général ; Pierre-André Wiltzer, conseiller d’État, ancien ministre de la Coopération et ancien président de l’Agence Française de Développement ; Jean-Michel Gallois, ancien dirigeant de sociétés de transport et de logistique ; Alain Ducray, président de l’Association française de stratégie et de développement d’entreprise et membre de l’Institut français des administrateurs ; Philippe Bohn, senior vice président, Head of Business Development EADS – SMO ; Pascal Viénot, administrateur indépendant et professeur affilié à HEC Executive Education. 
En 2014, Necotrans s’est doté d’un comité exécutif. Le 1er juillet 2014, le groupe a été rejoint par l’ancien vice-président Afrique d’Airbus Group, Jean-Philippe Gouyet, en tant que directeur général délégué de Necotrans,.
En 2015, marquant les 30 ans du groupe, il fut décidé de changer la forme et la dénomination sociale de la société anonyme NCT NECOTRANS SA en société par actions simplifiée : Necotrans Holding SAS. Grégory Quérel devient alors le président et Jean-Philippe Gouyet, le directeur général.
Necotrans est mise en liquidation judiciaire partielle le 29 juin 2017. Durant l’été 2017, l'essentiel des actifs sont récupérés pour moins de 20 millions d’euros par un consortium mené par Vincent Bolloré. Les activités "oil and gas" de l'entreprise sont reprises par Iskandar Safa le 25 août 2017. 
Grégory Quérel figure dans les trois dernières éditions du classement des « 100 leaders économiques de demain » de moins de 40 ans publié par « Le Figaro Magazine ». En 2014, il a fait son entrée dans le classement figurant à la 95e place. En 2015, il en occupe la 23e place. Il est licencié en septembre 2017.

## Activités

### Métiers
A l’origine commissionnaire de transport, le groupe compte en 2016 quatre métiers principaux : la commission de transport, les terminaux portuaires, la logistique pétrolière et minière, et la distribution d’équipements,.

### Dans le monde
Implanté sur les continents européen, africain, asiatique et américain, Necotrans a disposé de 126 implantations réparties dans plus de 40 pays, dont 31 en Afrique. Sur 6000 collaborateurs, plus de 5500 sont situés sur le continent africain.
Fin avril 2016, le groupe a annoncé la conclusion d’une « alliance logistique mondiale » avec JAS Worldwide.

### Afrique
Necotrans a été particulièrement actif en Afrique, où il s’est vu confier l'exploitation et la maintenance du terminal polyvalent du Port de Kribi (Cameroun),,, la manutention du port fluvial de Brazzaville (République du Congo) ainsi que l’exploitation d’un terminal vraquier multi-produits dans le Port autonome de Dakar (Sénégal),.  
Depuis 2008, Necotrans exploitait également le Port de Conakry (Guinée), mais il en a été évincé en 2011 à la suite de la signature d'un partenariat public-privé entre Bolloré et l’État guinéen.
En 2015, Necotrans se développe sur la chaîne logistique minière sur le continent africain avec l’acquisition de la société MCK, spécialisée dans la logistique et le génie civil minier en République démocratique du Congo. Cette entreprise est installée dans la province du Katanga, région frontalière avec la Zambie connue sous le nom de « Copperbelt » (ceinture de cuivre). La région abrite la quatrième réserve mondiale de cuivre et la première réserve mondiale de cobalt,,,,.
La même année, Necotrans a créé Africa Truck Solutions (ATS), une filiale proposant des solutions logistiques dans le domaine du transport.

## Mécénat et parrainage
En 2015, année des trente ans de Necotrans, le groupe devient le partenaire de la première tournée africaine de l’artiste Stromae et en assure les aspects logistiques en Afrique subsaharienne,.

## Données financières
Necotrans publie en 2014 un chiffre d’affaires de 1063 millions d’euros (95 % de son chiffre d’affaires est réalisé en Afrique).

### Chiffres clés de Necotrans (2014)[32]
- Chiffre d’affaires : 1 363 millions d’euros
- Effectif (Monde) : 5 000 collaborateurs
- Effectif (Afrique) : 4 500 collaborateurs
- Nombre de pays (Monde) : Plus de 40 pays
- Nombre de pays (Afrique) : 25 pays[33]